# La loba
Pour plus de détails, voir Fiche technique et Distribution.
La loba est un film d'épouvante mexicain réalisé par Rafael Baledón et sorti en 1965.

## Synopsis
Une jeune femme séduisante issue d'une riche famille mexicaine est victime d'une malédiction qui la pousse à se transformer en loup-garou la nuit et à assassiner des gens. Elle tombe amoureuse du médecin qu'elle consulte (pour se guérir de sa malédiction) et qui est également un loup-garou. Malheureusement pour eux deux, leur folie meurtrière pleine d'amour prend fin lorsqu'ils sont tués par un chien dressé à tuer des loups-garous.

## Fiche technique
- Titre original mexicain : La loba[1]
- Réalisation : Rafael Baledón
- Scénario : Ramón Obón
- Photographie : Raúl Martínez Solares (es)
- Montage : Rafael Ceballos
- Musique : Raúl Lavista
- Effets spéciaux : Antonio Muñoz Ravelo
- Décors : Salvador Lozano Mena
- Maquillage : María del Castillo
- Production : Jesús Sotomayor Martínez
- Société de production : Producciones Sotomayor
- Pays de production :  Mexique
- Langue originale : espagnol
- Format : Noir et blanc - Son mono - 35 mm
- Genre : Film d'épouvante
- Durée : 85 minutes
- Date de sortie : 
  - Mexique : 1er juillet 1965

## Distribution
- Kitty de Hoyos (es) : Clarisa Fernandez
- Joaquín Cordero : Dr. Alejandro Bernstein
- Columba Domínguez : Marcela de Fernandez
- José Elías Moreno (es) : Professor Fernandez